# Silene mellifera
Silene mellifera är en nejlikväxtart. Silene mellifera ingår i släktet glimmar, och familjen nejlikväxter.

## Underarter
Arten delas in i följande underarter:
- S. m. mellifera
- S. m. nevadensis
- S. m. elata

## Bildgalleri

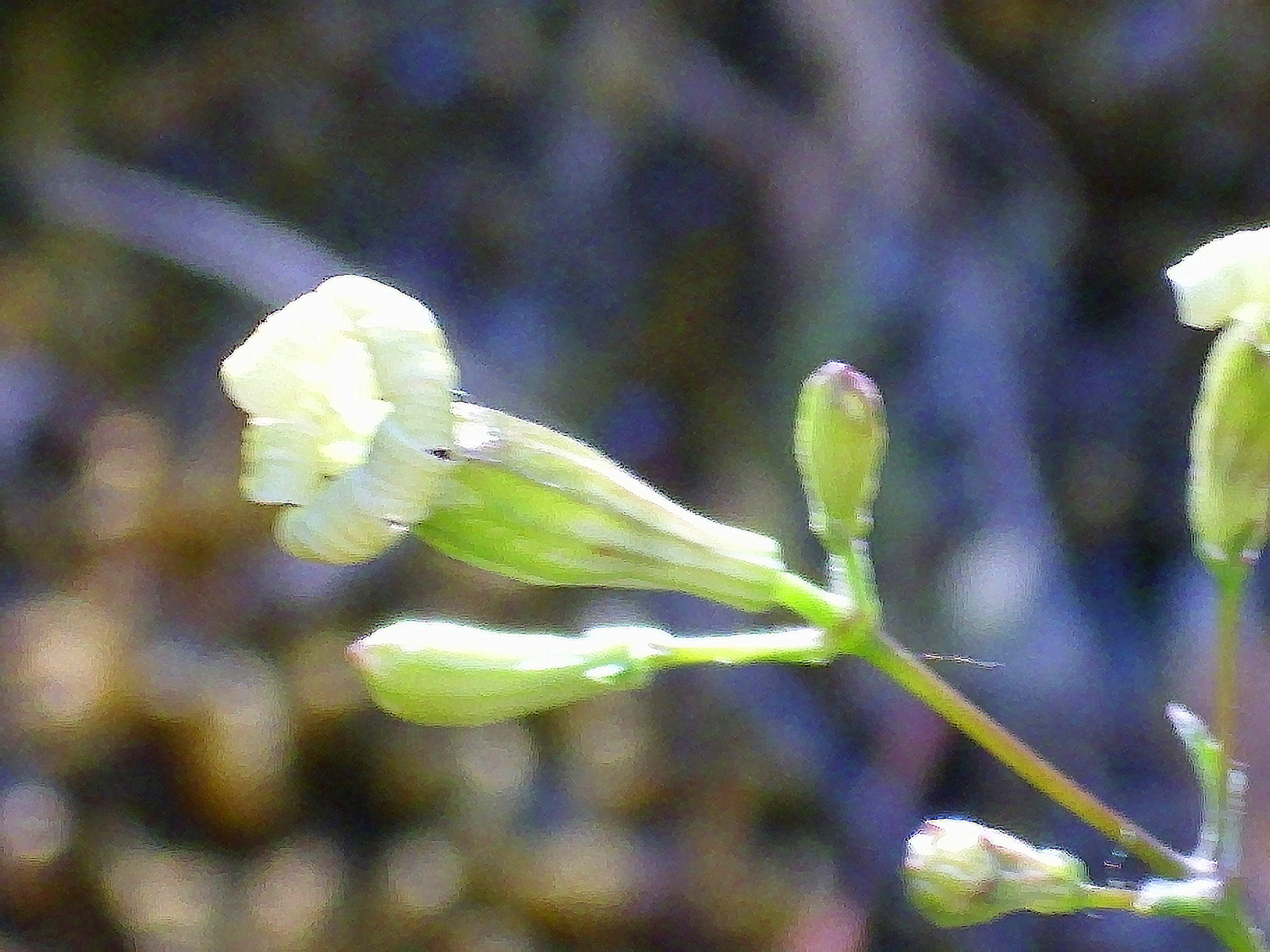
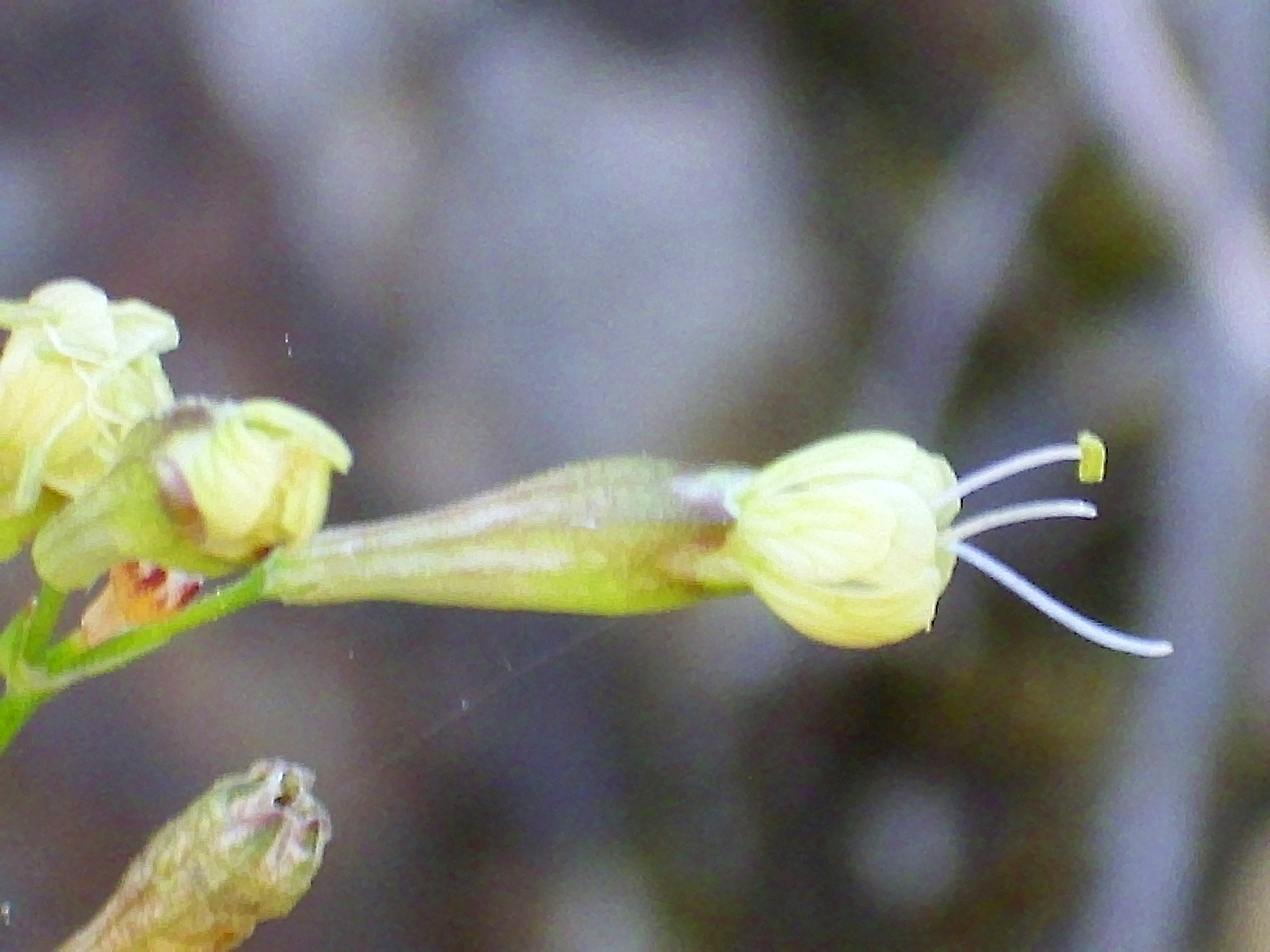
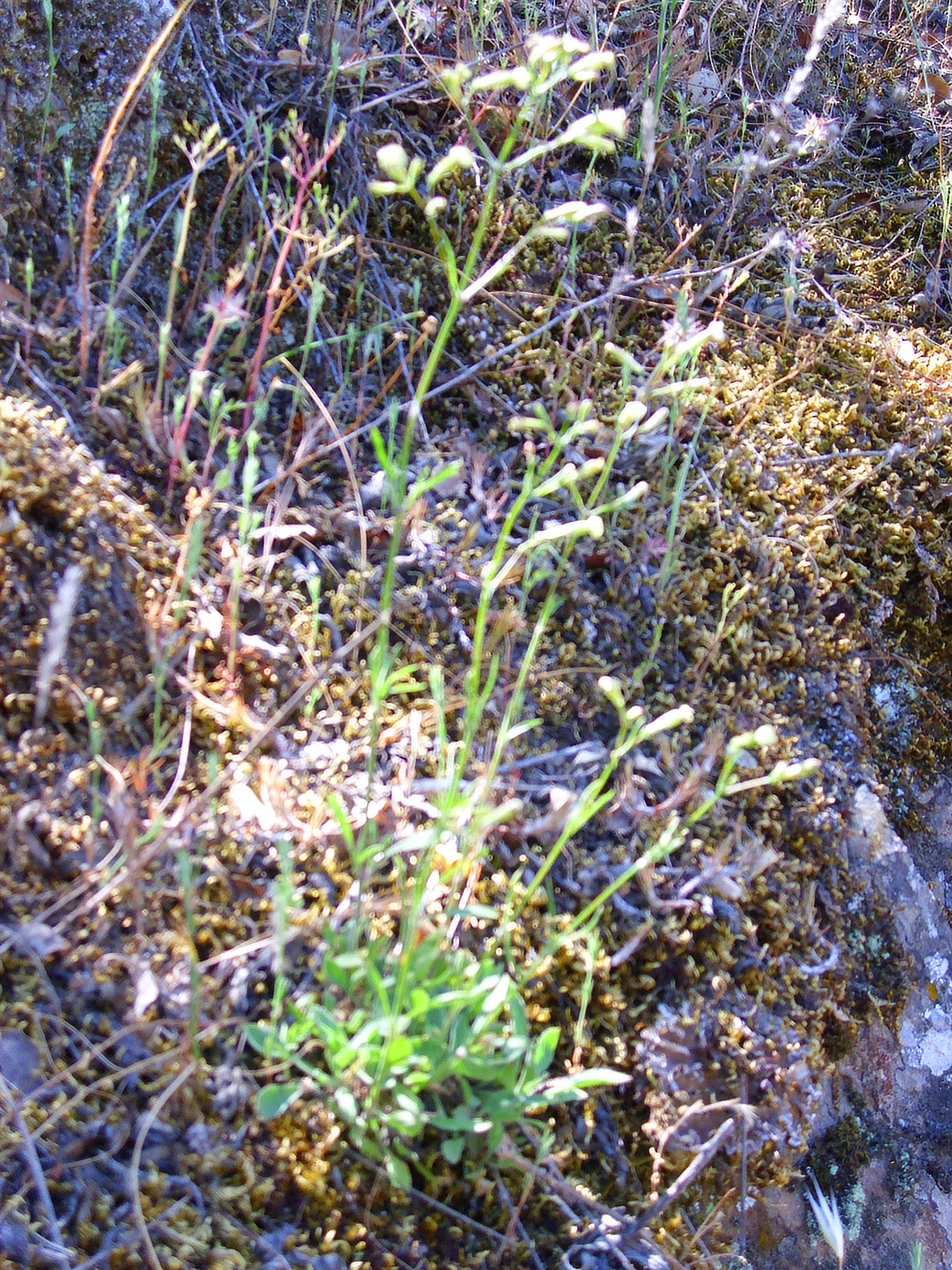